# Avogadro (cratera)
Avogadro é uma antiga cratera de impacto lunar, situada no lado oculto da Lua. Ela fica localizada no hemisfério Norte, a formação está muito desgastada e erodida por impactos frequentes, com isso, a borda nada mais é do que uma pequena elevação arredondada.
Ela foi batizada em homenagem ao físico italiano, Amedeo Avogadro.